# HMS Inconstant (H49)
HMS Inconstant (H49) là một tàu khu trục lớp I của Hải quân Hoàng gia Anh Quốc. Nguyên được Hải quân Thổ Nhĩ Kỳ đặt hàng cho hãng Vickers Armstrong như là chiếc TCG Muavenet, nó bị Hải quân Hoàng gia mua lại sau khi Chiến tranh Thế giới thứ hai nổ ra, và đưa vào hoạt động năm 1942. Inconstant đã phục vụ cho đến khi chiến tranh kết thúc, ngừng hoạt động và trả lại cho Thổ Nhĩ Kỳ, nơi nó đổi tên trở lại thành TCG Muavenet và hoạt động cho đến khi bị tháo dỡ năm 1960.

## Thiết kế và chế tạo
Inconstant được Hải quân Thổ Nhĩ Kỳ đặt hàng như là chiếc TCG Muavenet cho hãng Vickers Armstrong tại Barrow-in-Furness. Nó được đặt lườn vào ngày 24 tháng 5 năm 1939, nhưng được Hải quân Hoàng gia mua lại vào tháng 9 năm 1939 và đổi tên thành HMS Inconstant. Nó được hạ thủy vào ngày 24 tháng 2 năm 1941 và nhập biên chế cùng Hải quân Hoàng gia vào ngày 24 tháng 1 năm 1942.
Inconstant có trọng lượng choán nước tiêu chuẩn 1.370 tấn Anh (1.390 t), và lên đến 1.888 tấn Anh (1.918 t) khi đầy tải. Con tàu có chiều dài chung 323 foot (98,5 m), mạn thuyền rộng 33 foot (10,1 m) và chiều sâu của mớn nước là 12 foot 5 inch (3,8 m). Nó được cung cấp động lực bởi hai turbine hơi nước hộp số Parsons, dẫn động hai trục chân vịt, cung cấp một công suất tổng cộng 34.000 mã lực càng (25.000 kW) và cho phép có được tốc độ tối đa 36 hải lý trên giờ (67 km/h; 41 mph). Hơi nước được cung cấp cho các turbine bởi ba nồi hơi ống nước Admiralty 3 nồi. Nó mang theo tổng cộng 470 tấn Anh (480 t) dầu đốt, cho phép một tầm xa hoạt động 5.530 hải lý (10.240 km; 6.360 mi) khi di chuyển ở tốc độ đường trường 15 hải lý trên giờ (28 km/h; 17 mph). Thủy thủ đoàn của con tàu gồm 145 sĩ quan và thủy thủ trong thời bình.
Con tàu được trang bị bốn khẩu pháo QF 4,7 in (120 mm) Mk. IX 45-calibre trên các bệ nòng đơn. Cho mục đích phòng không, Inconstant có hai khẩu đội súng máy Vickers 0,5 inch (12,7 mm) Mk.I bốn nòng. Nó còn có hai dàn 5 ống phóng ngư lôi trên mặt nước dành cho ngư lôi 21 in (530 mm). Một đường ray thả mìn sâu cùng hai máy phóng được trang bị, và ban đầu có 30 quả mìn sâu được mang theo, nhưng được tăng lên 35 quả không lâu sau khi chiến tranh nổ ra.

## Lịch sử hoạt động
Inconstant đã tham gia cuộc tấn công Madagascar vào tháng 5 năm 1942, và đã tấn công và đánh chìm tàu ngầm U-boat Đức U-409 tại Địa Trung Hải về phía Đông Bắc Algiers vào ngày 12 tháng 7 năm 1943. Nó cũng phối hợp với các tàu khu trục HMS Fame và HMS Havelock trong việc đánh chìm tàu ngầm U-767 trong eo biển Manche về phía Tây Nam Guernsey vào ngày 18 tháng 6 năm 1944.
Sau chiến tranh, Inconstant được hoàn trả cho Thổ Nhĩ Kỳ vào ngày 9 tháng 3 năm 1946 và được đổi trở lại cái tên TCG Muavenet. Nó bị tháo dỡ vào năm 1960.